# Criptomnèsia
La criptomnèsia es produeix quan un record oblidat torna sense que sigui reconegut com a tal pel subjecte, que creu que és quelcom nou i original. És un biaix de memòria pel qual una persona pot recordar falsament haver generat un pensament, una idea, una melodia, un nom o una broma; no es dediquen deliberadament al plagi, sinó que experimenten un record com si es tractés d'una nova inspiració.

## Ús primerenc
La criptomnèsia es va documentar per primera vegada l'any 1874, implicant el mitjà Stainton Moses, que durant una sessió es va creure que estava en contacte espiritual amb dos germans de l'Índia que havien estat assassinats recentment. Malgrat l'aparent comunicació, no va poder esbrinar cap detall que no s'havia donat ja a la cobertura dels diaris de la història la setmana anterior. Els investigadors van arribar a la conclusió que Moisès havia llegit la història, però s'havia oblidat que l'havia llegit, en canvi, va confondre la memòria parcial amb un missatge del món dels esperits.
La paraula va ser utilitzada per primera vegada pel psiquiatre Théodore Flournoy, en referència al cas de la mèdium Hélène Smith (Catherine-Élise Müller) per suggerir l'elevada incidència en el psiquisme de "memòries latents per part del mèdium que surten, de vegades molt desfigurada per un treball subliminar d'imaginació o raonament, com passa sovint en els nostres somnis ordinaris".
Carl Gustav Jung va tractar el tema a la seva tesi "On the Psychology and Pathology of So-Called Occult Phenomena" (1902) i en un article, "Cryptomnesia" (1905), va suggerir el fenomen a l'obra de Friedrich Nietzsche Així va parlar Zaratustra. La idea va ser estudiada o esmentada per Géza Dukes, Sándor Ferenczi i Wilhelm Stekel així com per Sigmund Freud en parlar de l'originalitat dels seus invents. Jacques Lacan va il·lustrar l'adaptabilitat del concepte en la seva formulació de l'ideal del jo (l'"ego" com a Altre) en remodelar el "cas" de Margarite Pantaine (Cas d'Aimée). Les seves experiències d'auto "coneixement erroni" van proporcionar una estructura per a les teories posteriors clau de Lacan sobre El simbòlic i l'⁣etapa del mirall.
La paraula criptomnèsia és un compost del grec cryptos (amagat, amagat, secret) i mnèsia (memòria).

## Recerca experimental
En el primer estudi empíric de la criptomnèsia, les persones d'un grup generaven per torn exemples de categories (per exemple, tipus d'ocells: lloro, canari, etc.). Posteriorment, se'ls va demanar que creessin nous exemplars en les mateixes categories que no s'havien produït anteriorment, i també que recordessin quines paraules havien generat personalment. La gent va plagiar sense voler entre el 3 i el 9% del temps, ja sigui regenerant el pensament d'una altra persona o recordant falsament el pensament d'algú com a propi. S'han replicat efectes similars utilitzant altres tasques com els trencaclosques de cerca de paraules i en sessions de pluja d'idees.

## Causes
És més probable que es produeixi criptomnèsia quan es veu afectada la capacitat de controlar correctament les fonts. Per exemple, és més probable que les persones afirmin falsament les idees com a pròpies quan estaven sota una càrrega cognitiva elevada en el moment en què van considerar la idea per primera vegada. La criptomnèsia augmenta quan la gent està lluny de la font original de la idea, i disminueix quan els participants reben específicament que prestin atenció a l'origen de les seves idees. Les afirmacions falses també són més freqüents per a idees suggerides originalment per persones del mateix sexe, presumiblement perquè la similitud perceptiva del jo amb una persona del mateix sexe agreuja la confusió de la font. En altres estudis s'ha trobat que el moment de la idea també és important: si una altra persona produeix una idea immediatament abans que el jo en produeix una, és més probable que la idea de l'altre sigui reclamada com a pròpia, aparentment perquè la persona és massa ocupats preparant-se pel seu torn per controlar adequadament la informació font.

## Valor
Tal com explica Carl Jung, a L'home i els seus símbols, "Un autor pot estar escrivint de manera constant sobre un pla preconcebut, elaborant un argument o desenvolupant la línia d'una història, quan de sobte s'escapa per una tangent. Potser un se li ha passat una idea nova, o una imatge diferent, o una subtrama completament nova ara ha produït un material totalment fresc i aparentment desconegut per a ell, però de vegades es pot demostrar de manera convincent que el que ha escrit té una semblança sorprenent amb l'obra d'un altre autor —una obra que creu no haver vist mai".
La història de Jorge Luis Borges, "Pierre Menard, autor del Quixot⁣", és una representació metafítica de la criptomnèsia. Aquesta obra està escrita en forma de ressenya o peça crítica literària sobre (l'inexistent) Pierre Menard. Comença amb una breu introducció i una llista de tota l'obra de Menard.
La "ressenya" de Borges descriu aquest escriptor francès del segle XX que s'ha esforçat per anar més enllà de la mera "traducció" del Quixot, però per submergir-se tan a fons com per poder "recrear" realment, línia per línia, en castellà original del segle XVII. Així, "Pierre Menard" sempre s'utilitza per plantejar preguntes i discussió sobre la naturalesa de la traducció precisa o, en aquest cas, l'⁣hermenèutica de la criptomnèsia.

## Casos

### Nietzsche
Jung dona el següent exemple a L'home i els seus símbols. El llibre Així parlava Zaratustra de Friedrich Nietzsche inclou un relat gairebé paraula per paraula d'un incident inclòs també en un llibre publicat cap al 1835, mig segle abans que Nietzsche escrivia. Es considera que això no és ni plagi intencionat ni pura coincidència: la germana de Nietzsche va confirmar que efectivament havia llegit el relat original quan era més jove, probablement entre els 12 i els 15 anys; Les capacitats intel·lectuals juvenils de Nietzsche, la seva degeneració cognitiva posterior i el deteriorament psicològic que l'acompanya (específicament, la seva grandiositat creixent tal com es va manifestar en el seu comportament i els seus escrits posteriors) juntes reforcen la probabilitat que arribés a cometre el passatge a la memòria en llegir-lo inicialment i més tard, després d'haver perdut la memòria d'haver-lo trobat, va suposar que la seva pròpia ment l'havia creat.

### Byron
En alguns casos, la línia entre la criptomnèsia i el zeitgeist (compareu el concepte de descobriment múltiple a la ciència) pot ser una mica borrosa. Els lectors del drama d'armari de Lord Byron, Manfred, van notar una gran semblança amb el Faust de Goethe. En una ressenya publicada el 1820, Goethe va escriure: "La tragèdia de Byron, Manfred, va ser per a mi un fenomen meravellós i un fenomen que em va tocar de prop. Aquest singular poeta intel·lectual s'ha pres el meu Faust i n'ha extret el més estrany aliment per al seu humor hipocondríac. Ha fet ús dels principis impulsors a la seva manera, per als seus propis propòsits, de manera que cap d'ells segueix sent el mateix i és especialment per això que no puc admirar prou el seu geni". Aparentment, Byron estava agraït pel compliment; tanmateix, va afirmar que mai havia llegit Faust.

### JM Barrie
JM Barrie, el creador de Peter Pan, era conscient de l'aparició de la criptomnèsia. A Peter and Wendy Wendy torna a cosir l'ombra d'en Peter i això el fa molt feliç, però de seguida creu que ha enganxat l'ombra ell mateix:
"Que llest que sóc", va cantar exaltat, "oh, la meva intel·ligència!".
Peter presenta una sèrie d'altres peculiaritats clínicament precises de la memòria que suggereixen que Barrie considerava el comportament de Peter com un trastorn de la memòria més que com un egocentrisme.

### Helen Keller
Helen Keller va comprometre la seva pròpia credibilitat i la del seu professor amb un incident de criptomnèsia que va ser malinterpretat com a plagi. The Frost King, que Keller va escriure a partir de records enterrats del conte de fades The Frost Fairies de Margaret Canby, llegint-li quatre anys abans, va deixar Keller un desastre nerviós. I incapaç d'escriure ficció durant la resta de la seva vida.

### Robert Louis Stevenson
Robert Louis Stevenson es refereix a un incident de criptomnèsia que va tenir lloc durant l'escriptura de L'illa del tresor, i que va descobrir per a la seva vergonya diversos anys després:
| « | (anglès) ... I am now upon a painful chapter. No doubt the parrot once belonged to Robinson Crusoe. No doubt the skeleton is conveyed from Poe. I think little of these, they are trifles and details; and no man can hope to have a monopoly of skeletons or make a corner in talking birds. The stockade, I am told, is from Masterman Ready. It may be, I care not a jot. These useful writers had fulfilled the poet's saying: departing, they had left behind them Footprints on the sands of time, Footprints which perhaps another—and I was the other! It is my debt to Washington Irving that exercises my conscience, and justly so, for I believe plagiarism was rarely carried farther. I chanced to pick up the Tales of a Traveller some years ago with a view to an anthology of prose narrative, and the book flew up and struck me: Billy Bones, his chest, the company in the parlour, the whole inner spirit, and a good deal of the material detail of my first chapters—all were there, all were the property of Washington Irving. But I had no guess of it then as I sat writing by the fireside, in what seemed the spring-tides of a somewhat pedestrian inspiration; nor yet day by day, after lunch, as I read aloud my morning's work to the family. It seemed to me original as sin; it seemed to belong to me like my right eye ... | (català) ... Ara estic davant d'un capítol dolorós. Sens dubte, el lloro va pertànyer a Robinson Crusoe. Sens dubte, l'esquelet es transmet de Poe. Penso poc d'aquests, són petiteses i detalls; i cap home pot esperar tenir el monopoli dels esquelets o fer un racó als ocells parlants. Em diuen que la palissada és de Masterman Ready. Pot ser, no m'importa una jota. Aquests útils escriptors havien complert la dita del poeta: marxant, havien deixat enrere Petjades sobre les sorres del temps, Petjades que potser una altra —i jo era l'altre! És el meu deute amb Washington Irving el que exerceix la meva consciència, i amb raó, perquè crec que el plagi poques vegades es portava més lluny. Vaig recollir els Contes d'un viatger fa uns anys amb vista a una antologia de narració en prosa, i el llibre va volar i em va impactar: Billy Bones, el seu pit, la companyia al saló, tot l'esperit interior i bona part dels detalls materials dels meus primers capítols: tots hi eren, tots eren propietat de Washington Irving. Però aleshores no ho vaig endevinar mentre em vaig asseure escrivint al costat del foc, en el que semblaven les marees primaverals d'una inspiració una mica de vianant; ni encara dia a dia, després de dinar, mentre llegia en veu alta la feina del matí a la família. Em va semblar original com a pecat; semblava que em pertanyia com el meu ull dret... | » |
| — | | |   |

### Jerusalem d'or
Jerusalem d'or ( ירושלים של זהב) és una cançó de 1967 de Naomi Shemer. Part de la melodia de la cançó es basa en una cançó de bressol basca, Pello Joxepe, composta per Juan Francisco Petriarena 'Xenpelar' (1835–1869). Shemer va escoltar una interpretació del cantant i compositor espanyol Paco Ibáñez, que va visitar Israel el 1962 i va interpretar la cançó a un grup que incloïa ella i Nehama Hendel. Més tard va reconèixer haver sentit Hendel interpretar Pello Joxepe a mitjans dels anys 60, i que inconscientment havia basat part de la melodia en la cançó de bressol. Shemer es va sentir molt malament quan va trobar que era semblant a Pello Joxepe, però quan li van preguntar a Ibáñez com se sentia sobre el tema, ell va respondre que estava "alegre que ajudés d'alguna manera", i que no estava enfadat, ni tampoc percebre-ho com un plagi.

### Steven Tyler
L'any 1984, quan els Aerosmith gravaven Done With Mirrors, el cantant Steven Tyler va escoltar "You See Me Crying" del grup a la ràdio i, sense recordar que era la seva pròpia cançó, va suggerir que el grup enregistrés una versió, a la qual el guitarrista. Joe Perry va respondre: "Aquests som nosaltres, puto!".

### George Harrison
El precedent de la llei de drets d'autor dels Estats Units, des de 1976, ha estat tractar la suposada criptomnèsia de manera no diferent del plagi deliberat. El cas fonamental és Bright Tunes Music v. Harrisongs Music, on l'editor de "He's So Fine⁣", escrit i compost per Ronald Mack, va demostrar davant el tribunal que George Harrison va agafar en préstec parts substancials de la seva cançó "My Sweet Lord⁣" de "He's So Fine". El Tribunal va imposar danys i perjudicis malgrat que la còpia era inconscient. La sentència va ser confirmada pel Segon Circuit en ABKCO Music v. Harrisongs Music, i el cas Three Boys Music contra Michael Bolton, confirmat pel Novè Circuit, va afirmar el principi.

### Colleen McCullough
El 1987, l'autora australiana Colleen McCullough va publicar una novel·la, The Ladies of Missalonghi. Els crítics van al·legar que havia plagiat The Blue Castle, una novel·la de 1926 de LM Montgomery. McCullough va reconèixer haver llegit les obres de Montgomery en la seva joventut, però va atribuir les similituds al record subconscient.

### Umberto Eco
A Interpretació i sobreinterpretació, Umberto Eco descriu el redescobriment d'un llibre antic entre la seva gran col·lecció, que era estranyament semblant a l'objecte fonamental de la seva novel·la El nom de la rosa.
| « | (anglès) I had bought that book in my youth, skimmed through it, realized that it was exceptionally soiled, and put it somewhere and forgot it. But by a sort of internal camera I had photographed those pages, and for decades the image of those poisonous leaves lay in the most remote part of my soul, as in a grave, until the moment it emerged again (I do not know for what reason) and I believed I had invented it. | (català) Jo havia comprat aquell llibre en la meva joventut, l'havia llençat, m'havia adonat que estava excepcionalment brut i el vaig posar en algun lloc i el vaig oblidar. Però amb una mena de càmera interna havia fotografiat aquelles pàgines, i durant dècades la imatge d'aquelles fulles verinoses va quedar a la part més remota de la meva ànima, com en una tomba, fins que va tornar a emergir (no sé per a què). raó) i vaig creure que l'havia inventat. | » |
| — | | |   |